# Xhosa (volk)
De Xhosa, Xosa, AmaXhosa of Ama-Xosa zijn een volk in Zuid-Afrika. Zij wonen vooral in de provincie Oost-Kaap en er vindt veel migratie plaats naar Gauteng en Kaapstad. Hun taal, het isiXhosa, behoort tot de Nguni-tak van Bantoetalen. Steeds meer AmaXhosa trekken naar de steden, maar oude tradities worden evengoed nog op het platteland bewaard.

## Cultuur
De Xhosa's zijn georganiseerd in clans. Naast een voor- en achternaam heeft iemand een isiduko, een clannaam. Het is in de traditie niet toegestaan seksueel verkeer te hebben met iemand die dezelfde isiduko heeft. Veel jonge Xhosa's omzeilen dat probleem door elkaar niet te vertellen wat hun isiduko is. Het begrip familie is echter nog steeds heilig onder de Xhosa en omvat veel meer dan alleen maar het kerngezin. Er wordt van familieleden-in-bredere-zin verwacht dat men elkaar steunt, ook financieel of qua huisvesting.
Een instituut dat nog wel een grote rol speelt is de initiatie. Jongens worden geacht zich een tijdlang in een hut in de wildernis (nu: aan de rand van de stad) terug te trekken en daar een primitief leven te leiden. Tegenwoordig is het niet ongebruikelijk dat de hut waterdicht gemaakt wordt met een plastic dekzeil, hoewel traditionalisten daar hun neus voor ophalen. Gedurende de initiatietijd mag de jongen geen contact met vrouwen hebben en wordt hij ingewijd in de geheimen van het man-zijn. Daartoe behoort het aanleren van een woordenschat die alleen gedeeld mag worden met andere 'echte mannen', die ook het initiatieritueel doorstaan hebben. Zo kunnen 'echte mannen' dus testen of iemand wel een 'echte man' is. Het hoogtepunt van de initiatie wordt gevormd door de besnijdenis. Traditioneel dient dat zonder verdoving door een andere 'echte man' met een mes te geschieden. Omdat er daarbij geregeld ongelukken gebeuren laten steeds meer mensen het onder medisch toezicht gebeuren. De traditionalisten beschouwen zulke mannen niet als 'echt', omdat het doorstaan van gevaar als een belangrijk element van het ritueel beschouwd wordt.
Er is veel spanning en onenigheid rond het initiatieritueel omdat er vooral uit feministische kringen grote kritiek op is. Jongens wordt bij de initiatie geleerd hoe een 'echte man' met vrouwen omgaat en de traditionele rol van de vrouw is zonder meer onderdanig te noemen. Polygynie komt echter niet vaak voor.

## Geschiedenis

### Pre-kolonialisme
De Xhosa's vormen die tak van de Bantoesprekende volkeren die het verst in zuidwestelijke richting doorgedrongen waren in wat voordien door de Khoikhoi en San bevolkt gebied moet zijn geweest. Over de precieze toedracht van de komst van de Xhosa is niet veel bekend. Wel is duidelijk dat er een vrij grote interactie geweest moet zijn, die deels vredelievend geweest zal zijn. De Xhosa-taal heeft bijzonder veel woorden van Khoi-oorsprong in zich opgenomen, waardoor deze Bantoetaal een vrij groot aantal kliks of zuigklanken heeft, die een kenmerk van de Khoisantalen zijn. Uit de nadagen van de VOC is bekend dat de Visrivier ongeveer de grens vormde tussen de Khoi en de Xhosa, maar ook dat een Khoi-stam  de heerschappij van de Nederlanders ontvluchtte en zich onder de Xhosa vestigde. In later tijden vond men de stam terug, maar deze sprak nu een vorm van Xhosa. Dit soort vermenging tussen Bantoe en Khoisan heeft waarschijnlijk lange tijd plaatsgevonden.

### Kolonialisme
De ontmoeting tussen VOC en de Xhosa leidde al snel tot wat bekendstaat als de eerste Xhosa-oorlog. De Xhosa werden in die tijd formeel aangeduid met het (tegenwoordig zeer pejoratieve) Kaffers. In 1806 werd de Kaap voorgoed Engels en gedurende de gehele 19e eeuw trachtte het Britse koloniale bestuur de Xhosa te onderwerpen in een serie conflicten van 1779 tot 1879 die bekendstaan als de Xhosa-oorlogen. Afhankelijk van hoe men ze telt - er was eigenlijk voortdurend geweld tussen Xhosa en amajoni - zijn er 8 tot 10.

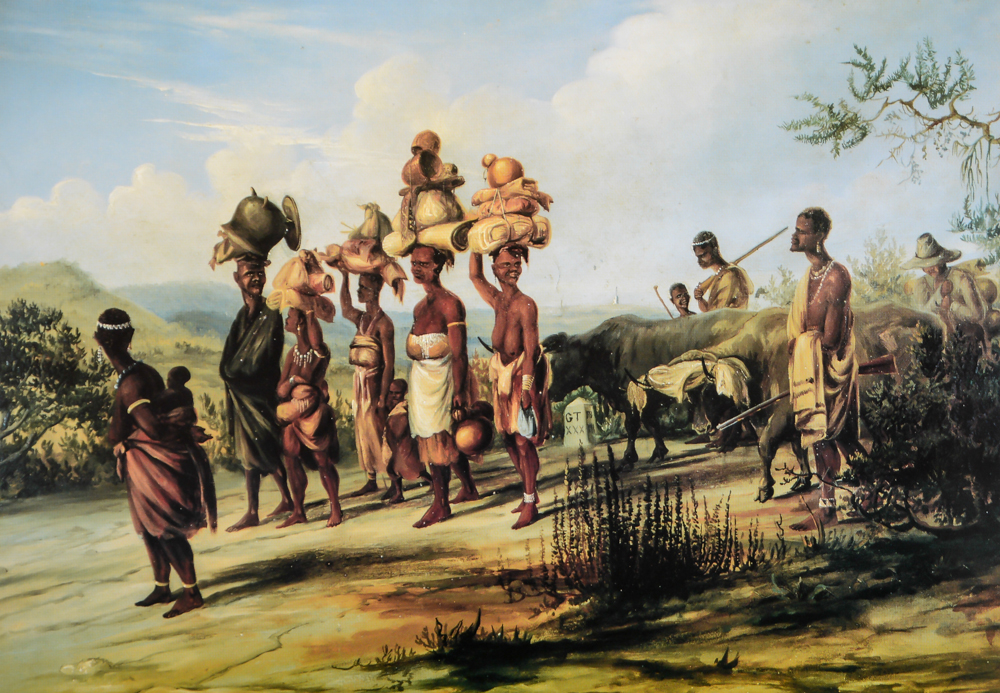
Migratie van Xhosa in 1848

Eerst trachtten de Britten het westelijke gebied tussen Vis- en Keirivier te koloniseren en wel met Engelse kolonisten in plaats van Boeren, onder andere om zo het proces van geleidelijke uitbreiding van de Boeren naar het oosten een halt toe te roepen. De Britse kolonisten staan bekend als de kolonisten van 1820. Het gebied werd tot de aparte kolonie Brits-Kaffrarië (waarin het woord Kaffer weer te herkennen is) verklaard en op vele plaatsen werden forten gebouwd, zoals Fort Beaufort, Fort Hare, Fort Fordyce etc. Rond het huidige Grahamstad werd aan Britse kolonisten land gegeven, maar deze waren eigenlijk stadsmensen en trokken zich onder voortdurende belaging van de plaatselijke bevolking al snel in de stad terug. Daarna haalde de Britse overheid kolonisten uit Duitsland die wel van het platteland kwamen. Deze kolonisatie was een wat groter succes, maar het gebied, ook bekend als Ciskei is nooit helemaal rustig geworden. Ten oosten van de Kei - de Transkei - was zelfs na de vorming van de Unie van Zuid-Afrika nog vrijwel geheel in handen van de Xhosa en in 1913 werd bepaald dat dat zo zou blijven. Er zijn dus in dat gebied ooit maar weinig blanken metterwoon gevestigd. De weinigen die er waren zijn met de vorming van de 'onafhankelijke' bantoestan Transkei onteigend en moesten vertrekken. Hetzelfde is gebeurd met de schaarse blanke bevolking van de Ciskei, die goeddeels van Duitse afkomst was.

Ten tijde van apartheid leefden de Xhosa in de bantoestans Transkei en Ciskei

### Apartheid
Gedurende de lange kolonisatie van de Ciskei vond er ook zending plaats en de zendelingen hebben een belangrijke rol gespeeld in de latere geschiedenis niet alleen van de Xhosa maar van geheel Zuid-Afrika. Zij stonden bijvoorbeeld aan de wieg van het ontstaan van de Universiteit van Fort Hare. Dit was de tweede oudste universiteit van het land en het eerste onderwijsinstituut op tertiair niveau dat toegankelijk was voor negroïde mensen in heel Afrika.
In de apartheidstijd werd het een broedplaats van verzet. In het ANC hebben daarmee de Xhosa traditioneel altijd het voortouw gehad. Onder de andere volkeren in Zuid-Afrika heeft men die leidersrol in het algemeen aanvaard met uitzondering van de Zoeloes, waar een eigen politieke organisatie ontstond die niet altijd op goede voet stond met het ANC.

## Bekende Xhosa
- Nongqawuse (ca.1840–ca.1900), profetes
- Govan Mbeki (1910-2001), mensenrechtenactivist
- Walter Sisulu (1912-2003), mensenrechtenactivist (half-Xhosa)
- Oliver Tambo (1917-1993), mensenrechtenactivist
- Nelson Mandela (1918-2013), mensenrechtenactivist en eerste post-apartheidspresident van Zuid-Afrika (een Xhosa-sprekende Thembu)
- Desmond Tutu (1931-2021), geestelijke en mensenrechtenactivist (half-Xhosa)
- Miriam Makeba (1932-2008), zangeres en mensenrechtenactiviste
- Winnie Mandela (1936-2018), mensenrechtenactiviste en eerste echtgenote van Nelson Mandela
- Thabo Mbeki (1942), mensenrechtenactivist en tweede post-apartheidspresident van Zuid-Afrika
- Chris Hani (1942-1993), mensenrechtenactivist
- Steve Biko (1946-1977), mensenrechtenactivist
- Brenda Fassie (1964-2004), zangeres en mensenrechtenactiviste
- Trevor Noah (1984),  komiek, acteur en televisiepresentator

Afrikaners · Anglo-Afrikanen · Aziaten (Chinezen en Indiërs) · Basotho · Griekwa · Kaap-Maleiers · Kleurlingen · Khoisan · Pedi · Tsonga · Swazi · Tswana · Venda · Xhosa · Zoeloes · Zuid-Ndebele